# Pandora River
Der Pandora River ist ein Fluss im Südwesten der Südinsel Neuseelands. Er entspringt südwestlich des 1295 m hohen Mount Namu und durchströmt kurz darauf die nahe beieinander liegenden Seen Lake Pan und Lake Dora. Darauf knickt er in nordwestliche Richtung ab und fließt bis zu seiner Mündung am Te Awa-o-Tū / Thompson Sound. Der Name wurde im Zuge einer Expedition im Januar 1958 vergeben und bezieht sich vermutlich auf das Erkundungsschiff Pandora.